# Thalaina klenaea
Thalaina klenaea är en fjärilsart som beskrevs av Walker 1855. Thalaina klenaea ingår i släktet Thalaina och familjen mätare. Inga underarter finns listade i Catalogue of Life.